# Čistá v Krkonoších

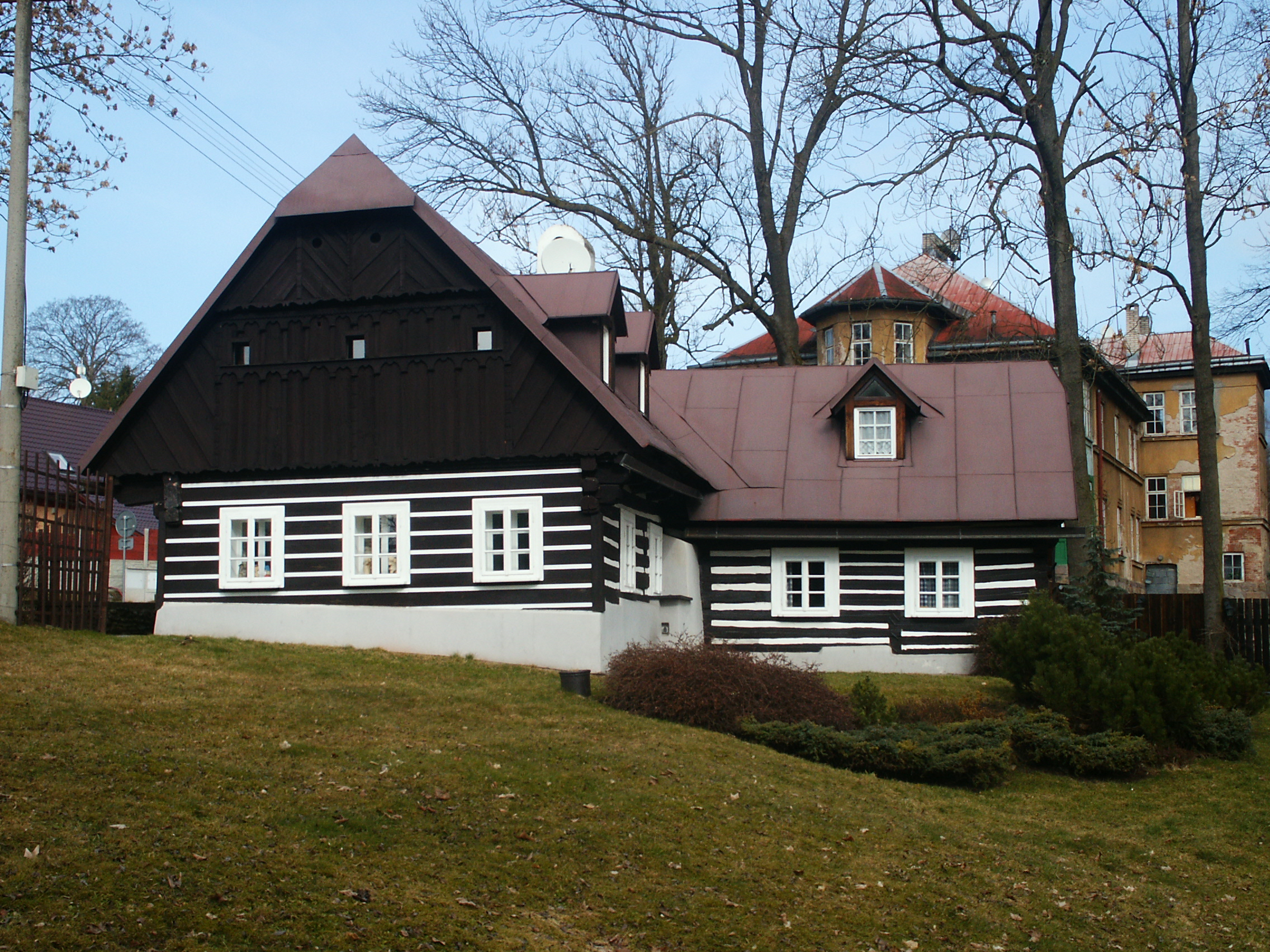
Haus nr. 55 in Čistá

Čistá v Krkonoších, bis 2003 Čistá (deutsch Lauterwasser) ist ein Ortsteil der Minderstadt Černý Důl in Tschechien. Er liegt sieben Kilometer östlich von Vrchlabí und gehört zum Okres Trutnov.

## Geographie
Čistá v Krkonoších erstreckt sich am südlichen Fuße des Riesengebirges im Tal der Čistá (Silberbach).
Nördlich erheben sich der Bíner (Bienenberg 696 m), der Jelení vrch (Bönischberg, 1024 m) und die Černá hora (Schwarzenberg, 1299 m), im Nordosten die Smrčina (Fichtenkoppe, 686 m), südöstlich der Spálov (506 m), im Südwesten die Malá Sněžka (499 m) und westlich der Lánský kopec (Zirmkoppe, 614 m). Oberhalb des Dorfes liegt über dem Pfaffenzelltal der Burgstall Purkhybl. Gegen Süden erstreckt sich der Forstwald, südwestlich der Wald Ovčí les. Westlich verläuft die 8,25 km lange Lastseilbahn von den Kalkbrüchen am Bienenberg bei Černý Důl zum Baustoffwerk Kunčice nad Labem. Am unteren Ortsausgang quert die Straße I/14 zwischen Vrchlabí und Trutnov den Ort, die von ihr abzweigende Straße II/297 führt durch Čistá nach Černý Důl.
Nachbarorte sind Černý Důl im Norden, Na Bolkovské Pasece und Hoffmannova Bouda im Nordosten, Bolkov im Osten, Rudník im Südosten, Terezín und Lázně Fořt im Süden, Fořt, Malý Lánov und Dolní Lánov im Südwesten, Slunečná Čistá, Kovársko und Prostřední Lánov im Westen sowie Horní Lánov, Peklo und Prislova Bouda im Nordwesten.

## Geschichte
Die erste schriftliche Nachricht von lawtrwoser bzw. lauterwosser stammt aus dem Jahre 1437. Der Ortsname leitet sich von dem das Dorf durchfließenden gleichnamigen Bach her, der reines (lauteres) Wasser führte und auch als Silberbach oder Silberwasser bezeichnet wurde. 1512 wurde das Dorf als Lautrwaser, 1553 als Lautrwosr, 1615 als Lautterwasser und 1755 als Latterwasser bezeichnet. Das Dorf befand sich innerhalb der Ländereien der Grafen von Waldstein und gehörte zum Lehngut Forst. Ursprünglich war Lauterwasser nach Hermannseifen gepfarrt. Nachdem 1606 die neue protestantische Kirche in Forst geweiht worden war, ließ der Grundherr Hans Christian von Waldstein auf Arnau und Rochow Lauterwasser von Hermannseifen nach Forst umpfarren. Ab 1670 wurde die Pfarre Forst katholisch. In der Forster Kirchenchronik von 1674 wurde mit Christoph Baier erstmals ein Papiermacher in Lauterwasser erwähnt. Nachfolgende Grundherren waren u. a. ab 1679 Wilhelm Maximilian von Waldstein, ab 1699 Friedrich Leopold Kottulinsky von Kotulin und Křistkowitz und dessen Frau Elisabeth Ludmilla von Waldstein, später Ignaz Dominik Chorinsky von Ledska. Letzterer verkaufte 1794 den Besitz an Wenzel Berger von Bergenthal, den sein Sohn Ignaz beerbte. Haupterwerbsquelle der Bevölkerung bildeten die Rinderzucht, Papierfabrikation, Weberei und Spinnerei. Im Jahre 1834 lebten in den 136 Häusern von Lauterwasser 853 deutschsprachige Bewohner. Im Dorf bestanden ein verpachteter herrschaftlicher Meierhof mit Brennerei, je zwei Mühlen und Schenken sowie die landesbefugte Papierfabrik von Anton Kiesling & Sohn. Am Bienenberg an der Ortsgrenze mit Schwarzenthal wurden Kalkbrüche betrieben. Bis zur Mitte des 19. Jahrhunderts blieb Lauterwasser immer dem vereinigten Lehngut Forst und Allodialgut Studenetz untertänig.
Nach der Aufhebung der Patrimonialherrschaften bildete Lauterwasser ab 1850 eine Gemeinde im Gerichtsbezirk Hohenelbe bzw. im Bezirk Hohenelbe. Nachfolgende Besitzer der Ländereien waren Karl Berger von Bergenthal und ab 1886 der Textilunternehmer Franz Kluge. Der tschechische Ortsname Čistá wurde 1921 eingeführt. Infolge des Münchner Abkommens wurde Lauterwasser 1938 dem Deutschen Reich angeschlossen und gehörte bis 1945 zum Landkreis Hohenelbe. Im Jahre 1930 hatte die Gemeinde 716 Einwohner, 1939 waren es 772.
Nach dem Zweiten Weltkrieg kam der Ort zur Tschechoslowakei zurück. 1961 wurde Čistá nach Černý Důl eingemeindet. Infolge der Aufhebung des Okres Vrchlabí wurde Čistá mit Beginn des Jahres 1961 dem Okres Trutnov zugeordnet. Im Jahre 1991 hatte Čistá 318 Einwohner. Beim Zensus von 2001 wurden 111 Wohnhäuser und 328 Einwohner gezählt.